# 서울반원초등학교
서울반원초등학교(盤元初等學校)는 대한민국 서울특별시 서초구에 있는 공립 초등학교이다.

## 학교 연혁
- 1980년 11월 16일 은행국민학교 설립, 초대 박영호 교장 취임
- 1981년 3월 21일 임시 페원
- 1981년 8월 5일 서울반원국민학교로 개명, 초대 오수홍 교장 취임
- 1982년 4월 6일 개교식 거행
- 1984년 2월 20일 제1회 졸업식(173명)
- 1986년 9월 1일 제2대 노성렬 교장 부임
- 1988년 8월 5일 컴퓨터실 조성
- 1992년 6월 10일 휴스턴 한인학교와 자매결연
- 1997년 4월 15일 급식실 준공
- 1999년 9월 1일 제6대 손진용 교장 부임
- 2000년 3월 6일 학교 연못 준공
- 2000년 9월 20일 도서실 전산화 완료
- 2001년 2월 20일 학내망 전산화 완료
- 2001년 3월 14일 민간참여 컴퓨터실 개관
- 2001년 11월 8일 다목적실(강당) 개관
- 2003년 3월 1일 제7대 이근선 교장 취임
- 2005년 3월 1일 제8대 구병주 교장 취임
- 2007년 9월 21일 체육 및 놀이기구 제작 설치
- 2008년 6월 12일 신관 준공
- 2008년 8월 20일 교장실, 교무실, 교과실 리모델링
- 2008년 8월 23일 본관 화장실 리모델링
- 2008년 9월 1일 제9대 진장관 교장 취임
- 2008년 9월 20일 본관 화장실 리모델링
- 2008년 10월 18일 옥상방수공사
- 2008년 12월 17일 교사휴게실, 다목적구장 설치
- 2009년 2월 5일 본관 과학실 리모델링, 회의실 설치, 학교 하수도 정비
- 2009년 9월 1일 제10대 김찬옥 교장 취임
- 2010년 2월 11일 제28회 졸업식(377명)
- 2010년 3월 1일 50학급 편성
- 2010년 8월 22일 도서실 이전 환경개선, 과학실 현대화 공사, 돌봄교실 리모델링
- 2010년 11월 3일 어울터 개축
- 2011년 2월 17일 제29회 졸업식(355명)
- 2011년 2월 12일 방송실 리모델링 및 시설 개선
- 2011년 2월 24일 중앙현관 리모델링
- 2011년 3월 1일 50학급 편성
- 2012년 2월 15일 제30회 졸업식(337명)
- 2012년 3월 1일 50학급 편성
- 2012년 3월 22일 어린이 놀이시설 설치
- 2012년 9월 1일 제11대 조영철 교장 취임
- 2013년 2월 15일 제31회 졸업식(403명)
- 2013년 8월 31일 컴퓨터실 리모델링 완료
- 2013년 9월 7일 느티나무 교실, 구령대 설치
- 2013년 12월 13일 중앙현관 전자게시판 설치
- 2014년 2월 14일 제32회 졸업식(314명)
- 2014년 3월 3일 50학급 편성
- 2015년 2월 13일 제33회 졸업식(287명)
- 2015년 3월 1일 50학급 편성
- 2015년 6월 8일 메르스 휴업(~ 6월 15일)
- 2016년 2월 17일 제34회 졸업식(291명)
- 2016년 3월 2일 50학급 편성
- 2016년 9월 1일 제12대 홍순화 교장 취임
- 2016년 10월 28일 교장실 칸막이 및 소회의실 설치
- 2017년 2월 9일 제35회 졸업식(272명)
- 2017년 2월 20일 양치대 설치 및 수도시설 보강
- 2017년 3월 2일 50학급 편성
- 2020년 3월 2일 코로나19 휴업(~12월 12일)
- 2022년 2월 10일 제40회 졸업식(256명)
- 2022년 4월 6일 개교 40주년

## 참고 자료
- 서울반원초등학교 - 한국교육학술정보원 학교알리미